# Федоровцев, Сергей Анатольевич
Сергей Анатольевич Федоровцев (род. 31 января 1980, Ростов-на-Дону) — российский спортсмен, олимпийский чемпион 2004 года в академической гребле (четвёрка парная). Заслуженный мастер спорта России. В 2016 году был дисквалифицирован за нарушение антидопинговых правил. С 2022 по 2025 год был главным тренером сборной НИУ ВШЭ по академической гребле.

## Биография
Сергей Федоровцев начал заниматься спортом в юные годы. Сначала он посещал детскую спортивную секцию, где его любимым занятие стала академическая гребля. Его первым тренером и наставником стала Роза Софронова. С первых же тренировок Сергей стал душой своего коллектива. Он был очень стремительным и целеустремленным ребёнком, способным, во что бы то ни стало добиться поставленной перед ним задачи.
Со временем Федоровцев добился отличных результатов и стал одним из лучших атлетов России среди юниоров. Но по воле случая спортсмен серьёзно заболел. Врачи посоветовали Сережи полностью отказаться от спорта и заняться собственным здоровьем. Большую роль в данный период жизни Сергея сыграл Самвел Аракелян, его второй наставник. Благодаря его постоянной моральной помощи, добрых слов и правильных наставлений Федоровцев справился с тяжелым недугом и добился отличных результатов в большом спорте. Федоровцев проявил себя как талантливый спортсмен среди игр юниоров. В 1999 году он вошёл в состав российской национальной сборной.

### Олимпийские игры 2004
На Олимпийских играх в Афинах принял участие в заездах парных четверок. В основном темп в лодке задавал Федоровцев, несмотря на то, что он был самым младшим в команде и россияне одержали верх.

### Олимпийские игры 2008 и 2012
В 2008 году Сергей Федоровцев принял участие в олимпиаде в Пекине. Экипаж не дошёл до финала состязаний, пропустив команды из Польши, Чехии, Австралии и Германии и стал седьмым. На Олимпиаде — 2012 в Лондоне — восьмым.

### Чемпионаты мира и Европы
Участник десяти чемпионатов мира. Лучший результат — 5-е место (2002, 2003, 2011).
Участник шести чемпионатов Европы. Чемпион Европы 2011, 2015 года.

### Дисквалификация
Международная федерация гребного спорта в июле 2016 дисквалифицировала из-за употребления допинга российскую мужскую команду по академической гребле. Российская парная четверка не примет участия в Олимпийских играх,[каких?] её заменит команда Новой Зеландии. По сообщению федерации, в допинг-пробах олимпийского чемпиона 2004 года Сергея Федоровцева, взятых 17 мая, обнаружен запрещенный препарат триметазидин. Все спортивные достижения Федоровцева со дня сдачи пробы были аннулированы. В состав российского экипажа, наряду c Федоровцевым, входили Владислав Рябцев, Артем Косов и Никита Моргачев, в запасе был Павел Сорин. Федоровцев дисквалифицирован на 4 года. Четырёхлетнее отстранение спортсмена отсчитывается с 16 июня 2016 года.

## Личная жизнь
Дочь Арина (род. 2004) — российская волейболистка.

## Память

Памятный знак на Ростовском гребном канале

На одной из аллей Гребного канала в Ростове-на-Дону Сергею Федоровцеву установлен памятный знак.